# مارتینا شیلد
مارتینا شیلد (انگلیسی: Martina Schild؛ زادهٔ ۲۶ اکتبر ۱۹۸۱) ورزشکار اسکی آلپاین اهل سوئیس است.